# Карло Голдони
Карло Голдони (на италиански: Carlo Goldoni) е италиански драматург от 18 век.
Литературното наследство на Голдони се състои от над 200 пиеси, повечето от които комедии. Някои могат да се охарактеризират като сълзливи комедии, а други като буфонади.
Той има огромно значение в италианската литература и се ползва с огромна слава, понякога наричан италианският Аристофан. Автор е на пиесите „Рибарски свади“, „Влюбените“, „Ветрилото“, „Гостилничарката“, „Слуга на двама господари“. Автор е на либретото на операта „Гризелда“ (La Griselda), чиято музика е на Антонио Вивалди.